# Thilachium laurifolium
Thilachium laurifolium är en kaprisväxtart som beskrevs av John Gilbert Baker. Thilachium laurifolium ingår i släktet Thilachium och familjen kaprisväxter. Inga underarter finns listade i Catalogue of Life.